# Idioma chuukés
El chuukés, también trukés, es una lengua trúquica de la familia de lenguas austronesias que se habla principalmente en las islas de Chuuk en las Islas Carolinas en Micronesia. Hay comunidades de hablantes en Pohnpei, Guam y las Islas Hawaianas también. Se estima que hay unos 45.900 hablantes en Micronesia.

## Fonología
El chuuk tiene la inusual característica de permitir consonantes geminadas (dobles) de palabra inicial. Se cree que el antepasado común de las lenguas micronesias occidentales tuvo esta característica, pero la mayoría de sus descendientes modernos la han perdido.
Truk y Chuuk son una diferencia en ortografía, y tanto el viejo tr como el actual ch transcriben el sonido tʂ.
|             |                   | Bilabial | Labial | Alveolar | Retrofleja | Palatal | Velar |
| ----------- | ----------------- | -------- | ------ | -------- | ---------- | ------- | ----- |
| Oclusiva    | labializado       | b bʷ     |        | d        |            |         | ɡ     |
| Oclusiva    | llano/labializado | p pʷ     |        | t        |            |         | k     |
| Africada    | Africada          |          |        |          | tʂ         |         |       |
| Fricativa   | llano             |          | f      | s        |            |         |       |
| Fricativa   | tenso             |          | fː     | sː       |            |         |       |
| Nasal       | llano/labializado | m mʷ     |        | n        |            |         | ŋ     |
| Nasal       | tenso/labializado | mː mːʷ   |        |          |            |         | ŋː    |
| Vibrante    | Vibrante          |          |        | r        |            |         |       |
| Aproximante | Aproximante       | w        |        |          |            | j       |       |

Las consonantes se duplican en Chuuk, cuando tienen un sonido sin voz. Algunas combinaciones de consonantes con frecuencia se desalientan entre las vocales cuando se doblan.
|         | Frontal | Central | Posterior |
| ------- | ------- | ------- | --------- |
| Alta    | i       | ɨ       | u         |
| Media   | e       | ə       | o         |
| Abierta | a       | ɐ       | ɒ         |